# Choques nos preços das commodities
Choques nos preços das commodities são momentos em que os preços das commodities aumentarem ou decresceram bruscamente em um curto espaço de tempo.

## 1971–1973
À época da crise petrolífera de 1973, o preço do milho e do trigo aumentaram em um fator de três.[carece de fontes?]

## Década de 2000
Durante os primeiros anos do terceiro milênio, o preço do Brent aumentou para mais de 30 dólares por barril em 2003 antes de atingir o pico de 147,30 dólares em julho de 2008. Com o início da Grande Recessão, a demanda reduzida por petróleo causou o preço do barril a cair para 39 dólares em dezembro de 2008.
A crise de alimentos de 2007–2008 viu o preço do milho, trigo e arroz subir por um fator de três, quando medido em dólares americanos.[carece de fontes?]

## Segunda metade de 2014

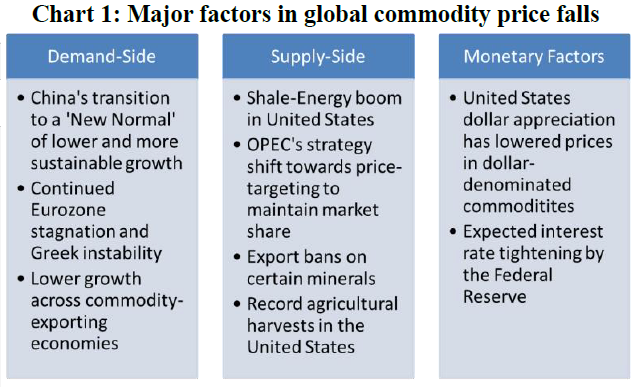
Cartaz que apresenta os principais fatores que influenciaram os preços globais das commodities na segunda metade de 2014 (em inglês)

O preço global das commodities caiu em 38% entre junho de 2014 e fevereiro de 2015, pondo fim ao boom das commodities na década de 2000. Condições de oferta e demanda levaram a menores expectativas de preços para todos os nove índices de preços de commodities do Banco Mundial — um acontecimento muito raro.[carece de fontes?]
O choque nos preços das commodities na segunda metade de 2014 não pode ser atribuído a um único fator ou evento determinante. Ele foi causado por uma série de fatores macroeconômicos e financeiros específicos à indústria que se combinaram para causar as fortes quedas simultâneas ao longo de muitas classes diferentes de commodities. Entre essas, a transição da economia da China para níveis mais sustentáveis de crescimento e o boom da energia de xisto nos Estados Unidos foram os fatores determinantes da queda dos preços, tanto pelo lado da oferta quanto da demanda.
No Brasil, o choque no preço das commodities nesse ano foi apontado como uma das causas da crise econômica brasileira de 2014. Conforme estudo da Fundação Getúlio Vargas, 30% dessa crise pode ser atribuída a ele.

## 2020
Outro choque ocorreu devido à pandemia de COVID-19, que reduziu a demanda por petróleo ao mesmo tempo em que causava problemas de armazenamento. A queda afetou a economia brasileira e houve uma queda de 6,9% no faturamento com exportações.